# Noma Noha Akugue
Noma Noha Akugue (ur. 2 grudnia 2003 w Reinbek) – niemiecka tenisistka.

## Kariera tenisowa
W karierze zwyciężyła w dwóch singlowych i trzech deblowych turniejach rangi ITF. 31 lipca 2023 roku zajmowała najwyższe miejsce w rankingu singlowym WTA Tour – 142. pozycję, również 31 lipca 2023 osiągnęła najwyższą pozycję w rankingu deblowym – 211. miejsce.

## Finały turniejów WTA
| Legenda                   | Legenda |
| ------------------------- | ------- |
| Wielki Szlem              |         |
| Igrzyska olimpijskie      |         |
| WTA Tour Championships    |         |
| od 2021                   |         |
| WTA 1000 (obowiązkowe)    |         |
| WTA 1000 (nieobowiązkowe) |         |
| WTA 500                   |         |
| WTA 250                   |         |
| WTA 125                   |         |

### Gra pojedyncza 1 (0–1)
| Końcowy wynik | Nr | Data          | Turniej | Nawierzchnia | Przeciwniczka | Wynik finału |
| ------------- | -- | ------------- | ------- | ------------ | ------------- | ------------ |
| Finalistka    | 1. | 29 lipca 2023 | Hamburg | Ceglana      | Arantxa Rus   | 0:6, 6:7(3)  |

## Wygrane turnieje rangi ITF
| turnieje z pulą nagród 100 000 $ (W100) |
| turnieje z pulą nagród 80 000 $ (W80)   |
| turnieje z pulą nagród 60 000 $ (W75)   |
| turnieje z pulą nagród 40 000 $ (W50)   |
| turnieje z pulą nagród 25 000 $ (W35)   |
| turnieje z pulą nagród 15 000 $ (W15)   |

### Gra pojedyncza
|    | Data       | Turniej | ($)    | Naw.    | Finalistka        | Wynik         |
| 1. | 15/05/2022 | Kair    | 15 000 | Ceglana | Yang Ya-yi        | 6:1, 6:1      |
| 2. | 25/08/2024 | Przerów | 60 000 | Ceglana | Kryscina Dzmitruk | 6:2, 3:6, 6:1 |